# Durandé
Durandé là một đô thị thuộc bang Minas Gerais, Brasil. Đô thị này có diện tích 217,778 km², dân số năm 2007 là 6932 người, mật độ 36,1 người/km².